# Cisto odontogênico ortoqueratinizado
O cisto odontogênico ortoqueratinizado (COO) é um cisto odontogênico do desenvolvimento. Embora originalmente descrito em 1981 como um subtipo do queratocisto odontogênico, desde 2017 ele é reconhecido pela OMS como uma entidade distinta. São cistos que se desenvolvem a partir dos restos da lâmina dentária.

## Sinais e sintomas
O COO normalmente é assintomático e de crescimento lento, podendo se apresentar como uma tumefação, acompanhada ou não de dor. Há relatos na literatura de que os COO na população leste asiática são mais agressivos e podem apresentar outros sintomas como parestesia.

## Aspectos radiográficos e histológicos
Radiograficamente, o COO é caracterizado como uma lesão radiolúcida uni ou multilocular de margens bem delimitadas, com tamanho médio de 48 mm de diâmetro. Entre 46,7 a 68% dos casos estão associados a dentes inclusos, e podem ser confundidos com cistos dentígeros.
Histologicamente, o COO é uma lesão cística revestida por epitélio escamoso estratificado ortoqueratinizado, com uma camada de células granulares proeminente e uma espessura variável. Ao contrário do queratocisto odontogênico, o COO não possui as células da camada basal organizadas em paliçada, nem possui uma camada superficial corrugada.

## Causas
O COO surge a partir de restos da lâmina dentária. O perfil imuno-histoquímico é diferente do queratocisto odontogênico: o COO possui menor expressão de Bcl-2, Ki-67, p53 e TGF-α comparado ao queratocisto, o que sugere menor proliferação e maior atividade anti-apoptótica. Além disso, a expressão da queratina e das fibras de colágeno da cápsula nos dois cistos é diferente: o queratocisto possui maior atividade dos miofibroblastos do estroma tumoral comparado ao COO.

## Epidemiologia
Dos cistos odontogênicos, o COO é o mais raro, e afeta principalmente homens na quarta ou quinta década de vida. Ocorre mais em mandíbula do que em maxila, especialmente na região posterior e no ramo da mandíbula. Dos casos anteriormente diagnosticados como queratocistos odontogênicos, ele representa entre 5,2 a 16,8% do total, cerca de 11% dos cistos dos ossos gnáticos.

## Diagnóstico
O diagnóstico se dá por exame radiográfico e anatomopatológico. Diagnósticos diferenciais do COO incluem:
- Cisto dentígero
- Queratocisto odontogênico
- Ameloblastoma
- Cisto dermoide
- Cisto gengival

## Prognóstico e tratamento
Diferentemente do queratocisto odontogênico, o COO não está associado a síndromes, não possui alta taxa de recidiva, e não possui perfil clínico agressivo, tendo um bom prognóstico. A taxa de recidiva do COO está entre 0 a 4% de todas as lesões ao longo de acompanhamento de 6,4 a 7,8 anos, e é muito inferior àquela encontrada no queratocisto odontogênico. Por isso, seu tratamento é mais conservador e consiste na excisão cirúrgica com enucleação completa.
Apesar disso, há casos na literatura relatando formas ligeiramente mais agressivas, com envolvimento bilateral da mandíbula, alterações displásicas no epitélio da cavidade, ou associação com múltiplos dentes supranumerários ou outros tumores e cistos odontogênicos.